# Избори за одборнике Скупштине града Новог Сада 2012.
Избори за одборнике Скупштине града Новог Сада 2012. су се одржали 6. маја 2012. као део локалних избора у Србији, и истовремено са председничким и парламентарним изборима. На изборима ниједна изборна листа није имала јасну већину, а чак 10 је прешло изборни цензус, укључујући можда највеће изненађење избора, Ромску Демократску партију коју је предводио председник Бела Курина, за коју је гласало 6,33% изашлих Новосађана, што се превело у 6 одборника.
Након скоро 4 месеци преговора, и након невероватно дуге седнице, Милош Вучевић, кандидат СНС-а је 13. септембра 2012. у 5:30 гласовима 42 од 78 одборника изабран за градоначелника. Нову скупштинску коалицију су направили 42 одборника из странака СНС, СПС, ДСС, СПО, Ромске Демократске странке, избачених чланова Двери, и једног члана странке влашке националне мањине Ниједан од понуђених одговора.